# آلبرتو مارسیکو
آلبرتو مارسیکو (انگلیسی: Alberto Márcico؛ زادهٔ ۱۳ مهٔ ۱۹۶۰) بازیکن فوتبال اهل آرژانتین است.
از باشگاه‌هایی که در آن بازی کرده‌است می‌توان به باشگاه فوتبال جیمناسیا لاپلاتا، باشگاه فوتبال بوکا جونیورز، و باشگاه فوتبال تولوز اشاره کرد.
وی همچنین در تیم ملی فوتبال آرژانتین بازی کرده‌است.